# New Zealand State Highway 51
Der New Zealand State Highway 51 (auch State Highway 51 oder in Kurzform SH 51) ist eine Fernstraße von nationalem Rang im Osten der Nordinsel von Neuseeland.

## Strecke
Der SH 51 beginnt am New Zealand State Highway 2 und durchläuft Napier in Richtung Nordosten bis zur Küste an der Hawke Bay. Dort knickt er nach Süden ab und folgt dem Küstenverlauf bis nach Clive hinter der Mündung des Ngaruroro River. Anschließend führt er in südwestlicher Richtung bis nach Hastings.